# Cappella di San Girolamo
La Cappella di San Girolamo è una cappella situata nel comune francese di Ax-les-Thermes, nella diocesi di Foix (dipartimento dell'Ariège, Occitania). 

## Storia
La cappella fu fondata il 12 marzo 1607 dai frati dell'ordine dei penitenti blu e la prima pietra fu posata il 24 aprile seguente; sarebbe stata consacrata il 22 gennaio 1608. Importanti lavori di restaurazione ebbero luogo nel 1705, 1831, 1906 e ancora nel 1907. In questi anni si verificò una riduzione del numero dei penitenti blu: la confraternita contava infatti 79 membri nel 1784, 84 tra il 1824 e il 1881 e solo 40 nel 1908.
Dopo essere stata sconsacrata nel 1990 a causa dell'estinzione dell'ordine dei penitenti blu che ivi risiedevano, l'edificio è stato utilizzato per ospitare mostre d'arte ed esposizioni.

## Descrizione
Il corpo della chiesa è in pietra a vista, con varie finestrelle e con un'abside poco evidente. Inoltre vi è il campanile, alto 19 metri, con due campane principali e una collocata sulla cuspide in legno.
Le decorazioni annoverano una pala in stile barocco pirenaico e diverse boiserie in stile Luigi XIII.